# Caryometra lisa
Caryometra lisa is een haarster uit de familie Antedonidae.
De wetenschappelijke naam van de soort werd in 1940 gepubliceerd door Austin Hobart Clark.